# Mahoning County
Mahoning County ist ein County im Bundesstaat Ohio der Vereinigten Staaten. Der Sitz der County Seat ist in Youngstown.

## Geographie
Das County liegt im Nordosten von Ohio, grenzt an Pennsylvania und hat eine Fläche von 1.097 Quadratkilometern, wovon 21 Quadratkilometer Wasserfläche sind. Es grenzt im Uhrzeigersinn an die Countys Trumbull County, Mercer County (Pennsylvania), Lawrence County (Pennsylvania), Columbiana County, Stark County und Portage County.

## Geschichte
Mahoning County wurde am 16. Februar 1846 aus Teilen des Columbiana County und des Trumbull County gebildet. Benannt wurde es nach einem Ausdruck der Delawaren, der so viel bedeutet wie Bei den Salzblöcken (Salt Licks).
Im County liegt eine National Historic Landmark, die William H. McGuffey Boyhood Home Site. 73 Bauwerke und Stätten des Countys sind im National Register of Historic Places eingetragen (Stand 11. Mai 2018).

## Demografische Daten

Alterspyramide des Mahoning County

Nach der Volkszählung im Jahr 2000 lebten im Mahoning County 257.555 Menschen in 102.587 Haushalten und 68.835 Familien. Die Bevölkerungsdichte betrug 239 Einwohner pro Quadratkilometer. Ethnisch betrachtet setzte sich die Bevölkerung zusammen aus 81,04 Prozent Weißen, 15,87 Prozent Afroamerikanern, 0,17 Prozent amerikanischen Ureinwohnern, 0,47 Prozent Asiaten, 0,02 Prozent Bewohnern aus dem pazifischen Inselraum und 1,03 Prozent aus anderen ethnischen Gruppen; 1,38 Prozent stammten von zwei oder mehr Ethnien ab. 2,97 Prozent der Bevölkerung waren spanischer oder lateinamerikanischer Abstammung.
Von den 102.587 Haushalten hatten 28,4 Prozent Kinder und Jugendliche unter 18 Jahre, die bei ihnen lebten. 49 % waren verheiratete, zusammenlebende Paare, 14,1 Prozent waren allein erziehende Mütter, 32,9 Prozent waren keine Familien, 29,1 Prozent waren Singlehaushalte und in 13,1 Prozent lebten Menschen im Alter von 65 Jahren oder darüber. Die Durchschnittshaushaltsgröße betrug 2,44 und die durchschnittliche Familiengröße lag bei 3,02 Personen.
Auf das gesamte County bezogen setzte sich die Bevölkerung zusammen aus 23,7 Prozent Einwohnern unter 18 Jahren, 8,4 Prozent zwischen 18 und 24 Jahren, 26,4 Prozent zwischen 25 und 44 Jahren, 23,7 Prozent zwischen 45 und 64 Jahren und 17,8 Prozent waren 65 Jahre alt oder darüber. Das Durchschnittsalter betrug 40 Jahre. Auf 100 weibliche Personen kamen 91,4 männliche Personen. Auf 100 Frauen im Alter von 18 Jahren oder darüber kamen statistisch 88 Männer.
Das jährliche Durchschnittseinkommen eines Haushalts betrug 35.248 USD, das Durchschnittseinkommen der Familien betrug 44.185 USD. Männer hatten ein Durchschnittseinkommen von 36.313 USD, Frauen 23.272 USD. Das Prokopfeinkommen betrug 18.818 USD. 9,6 Prozent der Familien und 12,5 Prozent der Bevölkerung lebten unterhalb der Armutsgrenze. Davon waren 19,1 Prozent Kinder oder Jugendliche unter 18 Jahre und 8,7 Prozent waren Menschen über 65 Jahre.